# Josef Haring
Josef (José) Haring (ur. 20 grudnia 1940 w Gronau, zm. 24 grudnia 2023) – niemiecki duchowny rzymskokatolicki posługujący w Brazylii, w latach 2000-2017 biskup Limoeiro do Norte.

## Życiorys
Święcenia kapłańskie przyjął 22 lipca 1967. 19 stycznia 2000 został prekonizowany biskupem Limoeiro do Norte. Sakrę biskupią otrzymał 20 marca 2000. 10 marca 2017 przeszedł na emeryturę.